# Jan Evangelista Purkyně
Jan Evangelista Purkyně, češki zdravnik, anatom, domoljub, fiziolog in biolog, * 17. december 1787, Libochovice, Češka, 28. julij 1869, Praga, Češka.
Purkyně je diplomiral iz medicine leta 1819 na Karlovi univerzi v Pragi. Tu je po doseženem doktoratu postal profesor fiziologije. Na univerzi je odkril Purkinjejev pojav, po katerem se z zmanjševanjem svetlobne jakosti rdečim telesom v fiziološkem smislu hitreje zmanjšuje osvetljenost kot pa modrim telesom z enako svetlostjo. Na Univerzi v današnjem Wrocławu je leta 1839 ustanovil prvi oddelek za fiziologijo na svetu in leta 1842 prvi uradni fiziološki laboratorij.
Najbolj znan je po odkritju Purkinjejevih celic, velikih nevronih z mnogimi razvejanimi dendriti v malih možganih.